# 胡萨姆·哈马达
胡萨姆·哈马达（1985年12月17日—）是一名巴勒斯坦國举重运动员，身高1.76米。2010年，在广州亚运会中以284千克获得男子105公斤级举重第八名。